# Rintarō Okabe
Rintarō Okabe (岡部 倫太郎?, Okabe Rintarō) è il protagonista del videogioco Steins;Gate, Steins;Gate 0 del manga e dell'anime da esso tratti.

## Aspetto e carattere
(Rintarō Okabe)
Si fa chiamare da tutti Kyōma Hōōin (鳳凰院 凶真?, Hōōin Kyōma) ed è il protagonista della storia. Autoproclamatosi scienziato pazzo, ama il suo camice e dare nomi presi dalla mitologia scandinava alle sue operazioni bislacche. Crede che dietro ad ogni stranezza vi sia una sorta di cospirazione mondiale a causa dell'organizzazione del comitato dei 300, per ironia della sorte verrà coinvolto in una di queste.
Parla spesso da solo al cellulare, inventa al momento situazioni inverosimili, è un fanatico dei viaggi temporali e di John Titor, viaggiatore del tempo. Anche il nome dell'anime "Steins;Gate" è una sua invenzione linguistica. Ha un forte legame con Mayuri Shiina, sua amica di infanzia.

## Storia
Vive in una sorta di laboratorio dove crea, con l'aiuto del suo collaboratore esperto hacker Itaru Hashida, dei vari gadget futuristici che non trovano alcun impiego pratico. Un giorno partecipa alla conferenza di uno studioso, il dottor Nakabachi, che alla fine si scoprirà essere il padre di Kurisu Makise. Durante la lezione scopre che l'uomo si era appropriato delle teorie di Titor e lo smaschera. Viene chiamato dalla stessa Kurisu che lui non conosce, mentre la ragazza sembra averlo incontrato poco tempo prima. I due si perdono di vista, poi un grido attira l'attenzione di Rintaro e scopre il cadavere della ragazza. Okabe fugge dal palazzo delle conferenze e ancora frastornato dall'evento invia un messaggio al suo amico. Dopo l'invio ha un senso di vuoto, le persone attorno a lui sembrano sparire e un satellite appare conficcato sul tetto del palazzo delle conferenze. In seguito ritrova Kurisu Makise in vita e quasi l'assale non credendo ai suoi occhi. È ora lei a tenere la conferenza al posto di suo padre.
Gli esperimenti intanto continuano utilizzando una banana, che staccano dal casco e inseriscono in un forno a microonde settando il timer con il cellulare. All'avvio la banana scompare e ritorna dov'era prima, anche se in forma gelatinosa. Sopraggiunge Kurisu Makise e giungono alla conclusione di trovarsi di fronte ad una macchina del tempo. D-mail: così viene chiamato il meccanismo che permette di modificare il passato attraverso l'invio di messaggi indietro nel tempo. Rintaro la utilizza per vincere alla lotteria (il terzo premio, per non attirare i sospetti) ma qualcosa va storto: anche se l'esperimento ha funzionato, solo lui ricorda gli eventi una volta modificati, scoprendo così di avere una particolare abilità, che lui chiama Reading Steiner.
Successivamente conosce Moeka Kiryū, una ragazza interessata all'IBN 5100, (il nome dell'IBM 5100 in Steins;Gate) che riescono a trovare per caso e grazie al quale scoprono che il SERN (versione di Steins;Gate del CERN) stava facendo in segreto degli esperimenti sugli esseri umani per viaggi nel tempo andati a vuoto. Portata la donna nel suo gruppo le fa inviare un messaggio, ignorando che la donna lavora proprio per l'organizzazione e approfitterà dell'occasione per rubare il computer. Non accortosi della sparizione improvvisa fa inviare altri messaggi che modificano ancora il futuro ed iniziano ad arrivargli strani avvertimenti tramite sms, l'ultimo dei quali contiene la foto di una testa mozzata che lo convince ad interrompere la sperimentazione senza dir nulla agli altri membri del laboratorio. Conosce e stringe amicizia con Suzuha Amane, che lavora part-time nel negozio vicino al laboratorio e vorrebbe vedere suo padre ma non vi riuscirà, causando una tristezza nell'animo di Rintaro tale da portarlo a modificare ancora il passato e il futuro. Quest'ultimo invio causerà la morte della sua amica di infanzia Mayuri Shiina, uccisa proprio da Moeka. Abusando dei congegni creati dal laboratorio cercherà in ogni modo di salvarla, ma la morte della ragazza sembra inevitabile. Allora studia un altro piano con l'aiuto della sua assistente Kurisu: "cancellare" ogni traccia delle D-Mail inviate.
Una volta annullate, Okabe riesce tornare nella linea temporale di partenza, in cui Kurisu muore. Ormai legato e dichiaratosi a Kurisu, cerca di salvare anche lei. Tramite l'aiuto di Suzuha, riesce a viaggiare nel tempo mediante la macchina ideata nel futuro, da Daru e da lui stesso, e dopo un viaggio iniziale che causa la morte di Kurisu - che causa per quella linea temporale l'inizio di tutti gli eventi finora narrati - Okabe torna nel presente e, dopo aver visto il video del se stesso del futuro, viaggia nuovamente nel passato, ingannando il se stesso di quella linea inducendolo a credere che Kurisu fosse morta.
Okabe riesce così a spostarsi nello Steins;Gate, ovvero la linea temporale in cui Mayuri e Kurisu sono vive. Qui Kurisu non ha memorie del passato trascorso con Okabe, in quanto non si sono mai incontrati, ma alcuni frammenti dei suoi ricordi, sotto forma di déjà vu, le fanno percepire il legame tra i due. Okabe alla fine si ridichiara a Kurisu, e l'anime si conclude con il loro bacio.

## Accoglienza

### Popolarità
Rintaro Okabe ha vinto il premio come miglior personaggio anime maschile dei Newtype Anime Awards del 2011. RiceDigital classifica la coppia di Okabe e Makise come una delle coppie migliori delle visual novel, per via della cura con cui la loro relazione si è sviluppata nel corso della narrazione.

### Critica
L'accoglienza critica del personaggio nel videogioco è stata positiva. Destructoid ha elogiato il personaggio di Okabe e il suo rapporto con il resto del gruppo; Siliconera preferisce il personaggio della linea narrativa con Kurisu per le sue interazioni comiche. Pete Davison di USGamer definisce Okabe come "uno dei protagonisti più affascinanti" grazie alla gestione del suo personaggio e alla voce fornita dal doppiatore Mamoru Miyano. In un'altra recensione, GamesTm afferma che Okabe decostruisce l'idea dello scienziato in maniera positiva, evitando i tratti stereotipici visti in altre opere di finzione, facendo il paragone col personaggio eponimo di Rick and Morty. IGN ha apprezzato i diversi legami che Okabe forma con i suoi amici, ritenendoli realistici e convincenti.